# Ханиоти
Ханиоти (грч. Χανιώτης, Ханиотис) је насељено место у Грчкој на полуострву Касандра (познатија као „први прст”) на Халкидикију, општина Касандра, округ Халкидики, око 100 km од Солуна и представља једно од најлепших туристичких места „првог прста” Халкидикија. Море у Торонском заливу је чисто и топло, а клима погодна за развој вегетације. Године 2006, ово туристичко место је било захваћено пожаром чије последице су уочљиве на брдашцима који га наткриљују.
Ханиоти је 1981. имао 379 становника, а 2001. године 968.

## Становништво
| 1981. | 1991. | 2001. | 2021. |
| ----- | ----- | ----- | ----- |
| 379   | 528   | 968   | 938   |

## Галерија
- Трг Ханиоти
- Ханиоти центар
- Центар Ханиоти
- Зеленило
- Палма у парку
- Парк
- Плажа Ханиоти
- Ханиоти кућа и цветно дрво
- Улаз у цркву
- Парк делфин
- Фонтана
- Ханиоти палма на обали